# Storia dell'industria italiana

## Situazione all'inizio della ricostruzione
Alla fine della seconda guerra mondiale (1945) l'apparato industriale italiano non appariva estremamente danneggiato e per questo rimaneva affetto da una serie di problemi e carenze come il sovradimensionamento ed un certo eccesso di manodopera. Inoltre non poteva essere comparata la posizione italiana rispetto agli altri Paesi occidentali nei settori più avanzati. Il finanziamento della ricostruzione è stato erogato dagli statunitensi i quali considerata la debole situazione economica dell'Europa occidentale temevano una ricaduta perversa a livello internazionale tale da produrre una crisi come quella del 1929.
Il piano multilaterale lanciato, l'ERP (European Recovery Program) anche detto "Piano Marshall" , a nome del sottosegretario di Stato americano George Marshall, prevedeva il trasferimento gratuito di beni da parte degli Stati Uniti. La vendita di tali beni sui mercati dei singoli Paesi europei dava luogo alla formazione di "fondi di contropartita" in moneta nazionale la cui utilizzazione doveva essere concordata bilateralmente tra i rappresentanti del governo americano e i governi dei singoli Paesi.
L'Italia ottenne dagli americani un miliardo e quattrocentosettanta milioni di dollari dei quali beneficiarono principalmente FIAT e Finsider, è intervenuta tra il 1947 e il 1948 nella formulazione di un piano a lungo termine grazie alla professionalità del centro studi dell'IRI (Istituto per la Ricostruzione Industriale) i cui obiettivi erano incentrati sul tema degli investimenti produttivi specie nel campo delle infrastrutture e dei beni di capitale per comprimere i costi ed aumentare le esportazione con l'effetto di riequilibrare la bilancia dei pagamenti e fronteggiare la concorrenza incalzante a seguito del processo di liberalizzazione dei mercati internazionali.

## Miracolo economico
I presupposti della crescita economica post-bellica(periodo di forte ascesa in particolare nei quaranta anni successivi) è stata promossa sia dalla domanda interna, ma in prevalenza dalla congiuntura internazionale che ha favorito gli scambi del sistema economico italiano con l'estero. La ripresa è stata favorita da una grande riserva di forza lavoro in Italia con poche pretese salariali e la bassa crescita dei prezzi delle materie prime. Questo contesto permise di avere una posizione di competitività rispetto agli altri Paesi occidentali. Nacquero dunque altre società statali controllate dall'IRI, rafforzando la posizione dello Stato come imprenditore con Finmeccanica, Finelettrica, Fincantieri ed Eni. La conseguenza di questo trend positivo non poteva che essere l'inflazione, alimentata anche da una politica monetaria inflativa la quale fondamentalmente cercava di irrogare finanziamenti alle imprese in difficoltà economiche.
La Banca d'Italia, sotto la direzione di Guido Carli, con l'ausilio di strumenti di politica monetaria e in particolare manovre di stretta creditizia alleviava il ritmo di crescita economica esacerbato anche dalla crisi petrolifera degli anni Settanta. L'intervento indiretto per arginare il problema dell'inflazione, esasperata da un regime di cambi fluttuanti, è stata la costituzione e correlata adesione allo SME nella fine degli anni Settanta, tale sistema si assumeva la responsabilità di mantenere i tassi di cambio fissi tra le monete della CEE aderenti. Il sistema ha retto fino agli inizi degli anni Novanta, quando una tempesta valutaria ha scosso lo SME colpendo i suoi punti deboli costringendo l'Italia ad abbandonare lo SME e lasciare liberamente fluttuare la lira che si era ampiamente svalutata.

## Imprese italiane post-belliche: grandi e piccole imprese

### Grandi imprese
A partire dagli anni settanta ha cominciato a farsi sentire l'esigenza di rinnovamento dovuta principalmente allo sviluppo di nuove tecnologie, all'influsso del modello manageriale americano della grande corporation, lo sviluppo di settori dove si realizzavano importanti economie di scala in particolare siderurgia, elettricità, raffinerie di petrolio, meccanica e all'inasprirsi della concorrenza internazionale per effetto dell'espansione dei mercati, quindi tutti presupposti per agevolare le grandi dimensioni. Si avviò (com'era necessario) una fase di rassetto e ristrutturazione delle medie e grandi imprese il cui principale finanziatore fu Mediobanca (finanziando Fiat, Pirelli, Olivetti e Montedison). La filosofia delle operazioni in argomento fu l'aumento e l'ammodernamento del capitale con riduzione e razionalizzazione dell'impiego delle risorse umane. La grande industria italiana spartita in privata, pubblica e straniera si caratterizzava da un modello organizzativo verticalmente integrata che non poteva non insediarsi nelle aree urbane già precedentemente interessate da forti localizzazioni industriali.
La concentrazione industriale interessò il famoso "triangolo industriale" che richiamò masse di lavoratori dalle aree più svantaggiate specie del Mezzogiorno.
Le politiche di fusione hanno rappresentato la principale pecca della grande impresa la quale organizzata sotto forma di gruppi gerarchici al cui vertice si colloca la società Holding le cui partecipazioni sono controllate sia da famiglie sia da gruppi o società amiche, questo ha determinato un notevole grado di interdipendenza che induce ad un comportamento collusivo e quindi scarsità di concorrenza implica scarso sviluppo infatti l'occasione dell'espansione dei mercati e della produzione di beni di consumo c'è stata, ma non è stata colta perché lo sfruttamento delle posizioni di monopolio ed atteggiamenti spesso poco onesti da parte dei gestori delle imprese statali ha impedito di investire in innovazione e miglioramento dell'efficienza in un contesto apparentemente privilegiato dall'assenza o dalla scarsità di concorrenza. Esempi di queste concentrazioni erano i grandi oligopoli nelle mani di poche famiglie (Agnelli, Falck, Piaggio, Pirelli).
La seconda pecca era rappresentata dalla situazione degenerata delle holding pubbliche le cui dimensioni negli anni'70 contavano più di 700'000 occupati con 17'000 miliardi di lire di fatturato ed assorbiva il 35% delle imprese medio-grandi, ma le principali di esse come ENI ed IRI, amministrate nella complessa burocratizzazione con risultati di bilancio in rosso cominciarono ad indebitarsi ed a ricorrere a denaro pubblico.
Il programma di ristrutturazione iniziò solo negli anni ottanta con risultati deludenti e, data l'impossibilità di ricorrere al sostegno statale (impedito dalla Comunità Economica Europea) e la necessità di eliminare le distorsioni dovute alla proprietà pubblica, si avviò negli anni'90 il loro processo di privatizzazione per alcune mentre per le altre si ricorse al commissariamento e conseguente liquidazione.
Le occasioni perse nel processo evolutivo sono da riscontrarsi anche nel settore dell'energia dove l'arresto (con la sua morte avvenuta nel 1962) del disegno di Mattei di rendere l'Eni un grande ente unico per l'energia e l'arresto degli investimenti nel settore dell'energia nucleare ha influenzato non poco le condizioni di approvvigionamento di energia da parte dell'Italia. Intanto dell'elettronica il ruolo dell'Italia è venuto meno con il fallimento della Olivetti di Ivrea mentre il settore chimico non è riuscito a razionalizzarsi e coordinarsi per incapacità imprenditoriale e giochi politici. Inoltre la nazionalizzazione (con l'Enel) della produzione di energia elettrica fece affluire nelle casse delle società espropriate (Sade, Sme, Centrale, Montecatini ed Edison) anziché nelle tasche degli azionisti 2200 miliardi di lire, occasione per nuovi investimenti e programmi di sviluppo. Ma ancora una volta le scarse capacità dei vertici di tali imprese pose in essere strategie poco chiare di diversificazione con scarso successo.
In conclusione l'Italia rimaneva specializzata nei settori tradizionali non investendo nei settori a più alto contenuto tecnologico e di ricerca e sviluppo: fino a quegli anni la grande impresa era cresciuta grazie ad un fattore che ormai si era esaurito (la relativa economicità della forza lavoro italiana) e non aveva saputo investire nei settori innovativi che le avrebbero conferito nuovi durevoli benefici.

### Piccole e medie imprese
La tradizione artigianale è stata la base per il rilancio delle piccole imprese, ma furono determinanti i cambiamenti tecnologici e di mercato. La tecnologia ha ridotto le distanze geografiche e conseguentemente le diseconomie legate alla distanza, l'elettronica limitò la convenienza del ciclo di produzione integrato.
Il mercato si trasformò da beni di consumo standardizzati a beni su misura in conseguenza di livelli di reddito ridondanti. Queste condizioni premiavano la produzione su scala minore e quindi la flessibilità nell'uso del capitale e del lavoro tipica delle piccole imprese le quali potevano specializzarsi su determinati tipi di lavorazione. Questo modello è rappresentato prevalentemente dai distretti industriali basati fondamentalmente dall'esistenza di tradizioni locali che incoraggiano la micro-imprenditorialità.
In generale le piccole e medie imprese italiane sono abbastanza efficienti, competitive, dinamiche e creative, ma non possono costituire l'assetto industriale italiano.

## Conclusioni
Il sistema industriale italiano oggi appare con una struttura e delle caratteristiche del tutto peculiari e diverse dagli altri Paesi occidentali, prima tra le altre il dualismo tra poche grandi imprese e molte piccole e medie, con buona flessibilità. Inoltre presenta ancora oggi una maggiore distribuzione nelle regioni del Nord, in primo luogo in Lombardia e Piemonte, e più di recente in Veneto ed Emilia-Romagna. Le produzioni più importanti riguardano le auto, gli elettrodomestici, la raffinazione del petrolio, la meccanica industriale, la chimica fine e l'industria leggera.